# 曾我廼家五九郎
曾我廼家 五九郎（そがのや ごくろう、1876年4月12日 - 1940年7月7日）は、日本の喜劇俳優。本名は武智 故平（たけち こへい）。大正時代に浅草の「喜劇王」として知られた。
武智鉄二の父とは従兄弟どうし。またフランキー堺は五九郎の甥にあたる。

## 人物・来歴
1876年（明治9年）4月12日、徳島県麻植郡鴨島町に生まれる。
自由民権運動に感化され数え年16歳のときに東京に行き、板垣退助の玄関番となる。その折り星亨の玄関番をしていた横田千之助と懇意になる。
その後壮士として弾圧を受け、大阪の中江兆民の許に身を寄せる。その頃、道頓堀の浪花座で公演をしていた角籐定憲一座に入り「雪中梅」で初舞台を踏む。
その後、川上音二郎、福井茂兵衛などの壮士芝居（新派の前身）の一座を経て、満31歳を迎える1907年（明治40年）、曾我廼家五郎の喜劇一座に入門し「曾我廼家五九郎」を名乗る。その後、独立して一座を立ち上げ、1910年（明治43年）上京して7月に有楽座（旧）で旗揚げ公演、1912年（明治45年）には浅草に進出した。
1910年（明治43年）には横田商会、1912年（明治45年）には吉沢商店の初期のサイレント映画に主演している。特に後者は東京・浅草公園六区に吉沢商店が経営していた浅草帝国館で公開されている。同年春に独立し同地帝国館にて一座を構える、このころから川上貞奴、小山内薫、歌舞伎の二代目市川左團次の自由劇場などの影響を受け、自らの一座に女優を積極に出演させたり、喜劇にオペラの要素を取り入れた「五九郎ミュージカル」を公演するなどその後の喜劇に大きな影響を与えた、同年、横田商会と吉沢商店は合併して日活を設立した。
また、劇場どうしの引き抜き合戦の影響で、五九郎の一座は分裂、「〆太郎」と名乗っていた男が、曽我廼家五一郎と改名して、分裂した一座の座長となった。
満41歳を迎える1917年（大正6年）、同年にオープンした東京・浅草公園六区の観音劇場の経営を根岸興行部に任され、一座で公演する。このころ、浅草の通俗教育昆虫館の経営を支援し、建替え資金を供出している。
1925年（大正14年）、満49歳のころ、麻生豊の漫画『ノンキナトウサン』を映画化した畑中蓼坡監督の『ノンキナトウサン 花見の巻』、小沢得二監督の『ノンキナトウサン 活動の巻』に主演、浅草の日本館等で公開され人気を得た。トウサン役は五九郎の当たり役となった。同作は、小説家の直木三十五（当時・直木三十三）の経営する聯合映画芸術家協会が製作したもので、翌年には直木と提携するマキノ・プロダクションの牧野省三らの監督した『山賊』にも主演し、一座で出演している。同作は、牧野と提携していた高松豊次郎の経営する浅草の大東京で公開された。
五九郎の一座には、女優としては木村駒子、桜木文子、武智桜子、木村光子、敷島紫嬢、橘花枝、若月孔雀、鳩山和子など、男優としては柳永二郎、梅島昇、深沢恒造、村田正雄 (初代)、堀田金星、森野五郎、中根竜太郎、吉谷久雄、坂本武などがいた。他に武智豊子（1923年入団）、伴淳三郎（1931年入団）もいた。
1940年（昭和15年）7月7日、死去した。満64歳没。弟子の「一二三」が、「二代目五九郎」を襲名した。
小生夢坊らにより、1962年（昭和38年）11月5日、浅草奥山庭園に「五九郎碑」が建立された。また、出身の吉野川市鴨島町鴨島の鴨島駅前に五九郎の碑がある。

## フィルモグラフィ
- おとし穴 : 監督不明、横田商会、1910年 - 主演
- 干魚 : 監督不明、横田商会、1911年 - 主演
- 挨拶違ひ : 監督不明、吉沢商店、1912年 - 主演

- 八公 : 監督桝本清、沢田プロダクション / 松竹キネマ、1925年 - 主演・八百八役
- ノンキナトウサン 花見の巻 : 監督畑中蓼坡、聯合映画芸術家協会、1925年 - 主演・ノンキナトウサン役
- ノンキナトウサン 活動の巻 : 監督小沢得二、聯合映画芸術家協会、1925年 - 主演・ノンキナトウサン役
- 山賊 : 監督マキノ省三・富沢進郎・橋本佐一呂、聯合映画芸術家協会、1926年 - 原作・主演 喜多八役
- 娑婆の風 : 監督内田吐夢、日活太秦撮影所、1929年 - 主演
- ルンペンとその娘 : 監督城戸四郎、松竹蒲田撮影所、1931年